# Круглицька мінеральна
 Гідрологічна пам'ятка природи «Круглицька мінеральна» займала площу 0,3 га та розміщувалася Хотинському районі Чернігівської області, поряд з с. Круглик.
Була створена, згідно Рішення Чернівецького облвиконкому № 198 від 30.05.1979 « Про затвердження реєстру заповідних об'єктів та заходи по поліпшенню заповідної справи в області», перезатверджена згідно Рішення Чернівецької обласної ради № 216 від 17.10.1984 «Про затвердження мережі і територій та об'єктів природно-заповідного фонду у відповідності з діючою класифікацією та заходи по поліпшенню заповідної справи в області».
Свердловина була з сульфатно-кальцієвими водами мінералізацією до 4 г/л. Установа, що була відповідальна за збереження об'єкту — колгосп «Хлібороб».
8 лютого 1996 року Чернівецька обласна рада ухвалила рішення № 187-р «Про розширення природно-заповідного фонду області», яким були створені 6 нових об'єктів природно-заповідного фонду та ліквідовані 10, в тому числі і гідрологічна пам'ятка природи «Круглицька мінеральна».
Скасування статусу відбулось через осушення і замулення свердловини, яке відбулось за природними обставинах.